# Robert Fellowes
Robert Fellowes, Baron Fellowes (ur. 11 grudnia 1941, zm. 29 lipca 2024) – brytyjski arystokrata.

## Życiorys
Syn majora Williama Fellowesa i Jane Ferguson, córki generała Algernona Fergusona, siostry Ronalda Fergusona. Jest blisko spokrewniony z brytyjską rodziną królewską – był szwagrem księżnej Walii i bratem ciotecznym księżnej Yorku. W marcu 1978 r. w Londynie, poślubił lady Cynthię Jane Spencer (ur. 11 lutego 1957), córkę Edwarda Spencera, 8. hrabiego Spencer i Frances Burke-Roche, córki 4. barona Fermoy. Robert i Cynthia mają razem syna i dwie córki:
- Laura Jane Fellowes (ur. 19 lipca 1980)
- Alexander Robert Fellowes (ur. 23 marca 1983)
- Eleanor Ruth Fellowes (ur. 20 sierpnia 1985)

Fellowes kształcił się w Eton College. W 1960 r. wstąpił do Scots Guards. Po zakończeniu służby wojskowej w 1963 r. rozpoczął pracę w sektorze bankowym. W 1977 r. wszedł w skład Dworu Królewskiego jako asystent osobistego sekretarza królowej Elżbiety. Kolejne 20 lat spędził w królewskim sekretariacie. W 1986 r. został zastępcą osobistego sekretarza, zaś w 1990 r. osobistym sekretarzem. Zajmował się również królewskimi archiwami. W 1993 r. był powiernikiem Royal Collection. Odszedł na emeryturę w 1999 r. Na odejście otrzymał dożywotni tytuł barona Fellowes (of Shotesham w hrabstwie Norfolk) z prawem do zasiadania w Izbie Lordów, gdzie był lordem niezależnym. Zrezygnował z parostwa w 2022.
Na emeryturze lord Fellowes został wiceprezesem, a później prezesem Barclays Private Banking. Był również wiceprezesem Commonwealth Institute. Otrzymał wiele odznaczeń, min. Krzyż Wielki Orderu Łaźni w 1998 r. (wcześniej Krzyż Komandorski w 1993 i Krzyż Kawalerski w 1989), Krzyż Wielki Królewskiego Orderu Wiktoriańskiego w 1993 r. (wcześniej Krzyż Komandorski w 1989 i stopień porucznika Orderu w 1983) oraz Queen Service Order w 1999 r. W roku 1990 został członkiem Tajnej Rady.